# کابلهورشت
کابلهورشت (به آلمانی: Kabelhorst) یک شهر در آلمان است که در استهلشتاین واقع شده‌است. کابلهورشت ۴۵۱ نفر جمعیت دارد.